# Osiedle Unitów Podlaskich
Osiedle Unitów Podlaskich, dawniej Osiedle XXX-lecia PRL – osiedle bloków mieszkalnych położone w Łukowie, w środkowej części miasta. Zostało zbudowane w latach 1977–1983. Jest zarządzane przez Łukowską Spółdzielnię Mieszkaniową.